# Glódís Perla Viggósdóttir
Glódís Perla Viggósdóttir, född den 27 juni 1995, är en isländsk fotbollsspelare.

## Biografi
Glódís Perla Viggósdóttir inledde sin seniorkarriär i HK/Víkingur år 2009. 2015 värvades hon av Eskilstuna United. Hon har även spelat i FC Rosengård innan hon 2021 kontrakterades av FC Bayern München. Hon har även representerat det isländska damlandslaget där hon debuterade 2020.